# توني (لاعب كرة قدم مواليد 1983)
توني (بالبرتغالية: Tony Heleno da Costa Pinho‏) هو لاعب كرة قدم برازيلي في مركز الدفاع، ولد في 15 ديسمبر 1983 في كويابا في البرازيل. لعب مع نادي أتلتيكو هيرمان أيشينجار ونادي أفاي لكرة القدم ونادي بيرا مار ونادي كامزا ونافال.

## وصلات خارجية
- توني (لاعب كرة قدم مواليد 1983) على موقع Soccerway.com (الإنجليزية)